# Josep Banús i Masdeu
Josep Banús i Masdeu (la Masó, 1906 – Madrid, 21 de setembre del 1984) va ser un empresari català que va prosperar durant el franquisme fent de constructor i promotor immobiliari. És recordat especialment per construcció de diversos barris madrilenys i per la promoció que va fer de Marbella.

## Biografia
Era fill i net de paletes i constructors. Amb la família establerta a la Masó, Josep Banús estudià fins als catorze anys, quan començà a treballar amb el seu pare; sembla que aquest havia construït en els anys 10 tot o part de l'estació de tren de Puigcerdà. Amb la majoria d'edat es desvinculà del seu pare i començà a treballar amb els seus germans Joan i Isidre. Durant la guerra civil dirigí amb gran èxit una xarxa d'espionatge franquista. Acabada la contesa, Josep Banús, amb molta habilitat i contactes entre els funcionaris del règim, aconseguí la concessió del subministrament d'àrids que un Madrid en expansió necessitava, de tal manera que fou anomenat popularment "el rey de las gravas", i rebé l'encàrrec de construir els accessos al Valle de los Caídos (El Periódico de Cataluña, 22.9.1984). L'empresa va fer servir presos polítics en règim de treballs forçats al Valle de los Caidos. Segons Nicolás Sánchez-Albornoz, el destacament encarregat en aquesta obra va ser el de "peor trato" dels tres que operaven a Cuelgamuros. Posteriorment es dedicà als negocis immobiliaris, i es diu que construí i vengué 36.000 habitatges en barris d'assentament de l'emigració madrilenya de l'època, com La Concepción (1956), Simancas, Villamail i El Pilar (nom en homenatge a la seva esposa). Dels pisos de característiques mínimes passà a la construcció d'habitatges de luxe, primer a Madrid i el 1962 a la Costa del Sol.
En una de les primeres grans operacions immobiliàries a la costa andalusa Banús, a l'àrea de Marbella, comprà la finca "El Ángel", de 1.200 hectàrees i arran de mar, i hi construí la urbanització Nueva Andalucía. Aquesta era un complex de luxe que comprenia una plaça de braus, dos camps de golf, tres hotels de categoria i un port esportiu. Puerto Banús va ser la joia de la corona, i a la seva inauguració el 1970 hi assistiren els prínceps d'Astúries, els de Mònaco (Rainier i Grace), l'Aga Khan, Hugh Hefner, Christian Barnard i representants de la jet set internacional fins a 1.700 convidats; s'explica, en contrast, que en la construcció del port s'hi havien emprat batallons disciplinaris cedits graciosament per l'alt càrrec franquista de torn. Arribà a aplegar una fortuna que s'estimà en 100.000 milions de pessetes (El Periódico de Cataluña, 22.9.1984). La mort de Franco va coincidir amb l'inici de la decadència dels negocis d'en Banús, que no sobrevisqueren la gran depressió econòmica i l'encariment del diner dels anys 70. Després de vendre finques i immobles per pagar els deutes, "Inmobiliaria Banús" presentà suspensió de pagaments el 1977. En morir Banús al 84, la seva vídua creà la Fundació "José Banús Masdeu y Pilar Calvo y Sánchez de León".
Josep Banús va rebre nombroses condecoracions, incloent-hi la medalla al "Mérito en el Trabajo", la gran creu del "Mérito Civil" (1973) i la medalla d'or al "Mérito Turístico". Té una plaça dedicada a Madrid i un carrer a Marbella.